# Integrationsterapi
Integrationsterapi (engelska: Past Reality Integration, PRI) är en ny form av psykoterapi som utvecklades runt år 2000 av Ingeborg Bosch och Jean Jenson. Metoden inspirerades av författaren och terapeuten Alice Millers idéer, och även av österländska filosofier.

## Historia
Jenson beskrev en tidigare version av metoden i boken ”Att återerövra sitt liv” (utg 1996). Efter detta har Bosch skrivit två böcker om metoden. Under de tio år som metoden funnits har den spridits i första hand i Nederländerna och Frankrike.

## Teoretiska utgångspunkter
Integrationsterapi ser det som att undertryckta och förnekade känslor från vår barndom starkt påverkar våra reaktioner som vuxna. Som barn är vi helt utlämnade åt föräldrarna eller andra vårdnadshavare. Dessa förmår inte alltid ge sina barn den kärlek, värme och tröst som barnen behöver. Integrationsterapi anser att barn gradvis bygger upp ett psykologiskt immunförsvar, som på ett omedvetet plan håller den outhärdliga smärtan borta från medvetandet, så att vi inte känner den. På så sätt kan barn växa upp och överleva stark själslig smärta. Detta immunförsvar blir till ett försvarssystem som fortfarande är aktivt när barnet har blivit vuxet och självständigt. När den vuxne möter en situation som på något sätt liknar det smärtsamma förflutna aktiveras ett eller flera försvar. De gamla försvarsmekanismerna försöker fortfarande försvara oss från det som var farligt i det förflutna, trots att detta är oftast inte något farligt längre, eftersom farorna inte längre är där. Försvarsmekanismerna gör att vi här och nu tänker och gör saker som inte längre är nödvändiga och detta gör ofta livet svårt för oss som vuxna.
Integrationsterapin har valt att dela upp försvaren i följande kategorier:
- Rädsla ser integrationsterapi som det djupaste försvarsskiktet. Rädsla ger barnet en illusion av att kunna fly från en situation där den inte får det den behöver för att överleva (fysiskt eller känslomässigt). För den vuxna kan rädslan yttra sig som: Att inte våga gå på fester. Rädsla för att tala inför andra. Rädsla för sjukdomar eller att något dåligt ska hända ens nära och kära.

- Primärt försvar är det första kognitiva försvaret. Barnet tänker: jag får inte det jag behöver för att något är fel med mig. Som vuxen kan man tänka: Jag är inte tillräckligt bra, eller man kan ha lätt att känna sig skyldig eller dålig. Integrationsterapi anser att det primära försvaret gör personen deprimerad, leder till att man saknar energi eller upplever livet som ”alltför tungt”.

- Falskt hopp. Barnet tänker: Om jag är riktigt duktig så kommer jag att få det jag behöver. Som vuxen kan en person påverkad av detta försvar göra stora ansträngningar för att han/hon fortfarande tror att det kan ge honom/henne det han/hon saknade som barn: Kärlek, värme och acceptans. Falskt hopp leder enligt integrationsterapins tankar till perfektionism, fysiska stressymtom såsom värk i nacke och axlar, musarm samt utbrändhet.

- Falsk makt. Barnet tror att det är på grund av dig som jag inte får det jag behöver. Som vuxen kan detta försvar yttra sig genom att man känner att den andre inte vill en väl, eller att man blir bestraffad, eller att andra människor är ute efter en. Detta kan leda till irritation, ilska, stressymtom, aggressiva tankar eller handlingar och känslor av överlägsenhet.

- Förnekande av behov. Barnet tänker: Jag behöver ingenting. Att vara påverkad av detta försvar, anser integrationsterapin, leder till minskade känslomässiga reaktioner än normalt. Huvudvärk, beroenden och ätstörningar anses kunna bli konsekvenserna av detta.

## Metod
Integrationsterapi bedrivs i tre faser. Fas ett innebär självobservation. Fas två innebär att vända försvaren. Det vill säga agera annorlunda eller tvärtemot i situationer där man tidigare varit påverkad av ett försvar. Fas tre innebär att möta känslor, det integrationsterapi kallar barndomssmärtan.

## Forskning
Forskning på metoden bedrivs för närvarande vid Universitetet i Maastricht. Då inga studier på metoden avslutats, saknar den evidens.